# Manota delyorum
Manota delyorum är en tvåvingeart som beskrevs av Papp 2004. Manota delyorum ingår i släktet Manota och familjen svampmyggor.
Artens utbredningsområde är Nordkorea. Inga underarter finns listade i Catalogue of Life.